# Munksnäs
Munksnäs (finska: Munkkiniemi, på slang Muncca) är en stadsdel och ett distrikt i Helsingfors stad.
En stadsdel inom Munknäs distrikt är Munksnäs och ett delområde Lövö (som är en del av stadsdelen Drumsö).
Delområden inom stadsdelen Munksnäs är Gamla Munksnäs, Granö, Munkshöjden, Näshöjden och Talistranden.
I Munksnäs bor det i genomsnitt bättre utbildade och bemedlade invånare än i Helsingfors i genomsnitt. Cirka 12 % av befolkningen är svenskspråkig i distriktet. Tack vare sitt lugna läge är stadsdelen uppskattad, vilket syns i den höga prisnivån på bostäder, speciellt i Gamla Munksnäs.
Munksnäs utgjorde från och med 1600-talet en del av Munksnäs gårds marker. På 1910-talet gjordes storslagna planer på att bygga ut hela västra Helsingfors för tiotusentals invånare, den så kallade Munksnäs-Haga-planen av Eliel Saarinen. Byggandet kom dock långsamt igång och först på 1930-talet skedde en mera omfattande utbyggnad av Munksnäs. Från 1920 till 1946 var Munksnäs ett samhälle med sammanträngd befolkning inom kommunen Hoplax. Hoplax inkorporerades med Helsingfors 1946.

## Historik
Trots namnet har det aldrig funnits ett kloster i Munksnäs. Namnet är ett av de många munkrelaterade ortnamnen längs med Finlands sydkust, till exempel Munkholmen, Munkkulla och Munkby. Orten nämndes första gången år 1540 i formen Munxneby och har senare stavats både Muncknäs och Muncksnääs. År 1351 överlät Sveriges kung Magnus Eriksson Borgå socken med Pernå socken, Sibbo socken och Helsinge socken till Padis cistercienskloster, nära Tallinn. Det danska klostret kom därmed att besitta även Munksnäs som utgjorde en by i Helsinge. Antagligen var Munksnäs ett viktigt uppsamlingsställe för det lukrativa fisket, vars fångster skeppades till Reval (Tallinn) och Stockholm. Per Nyström författade år 1945: "Den förste dignitär som varit bosatt på vår ort och givit den dess namn har sålunda med all sannolikhet varit en dansk fiskevattensfogde och fartygsinspektör, klädd i kåpa och sandaler på den katolske tjänarens asketiskt enkla vis." Klostret förlorade sin ägorätt över området i början av 1400-talet, men fick behålla en del av avkastningen. I och med Gustav Vasas reformation övergick kyrkans överflödiga marker till kronan.

### Munksnäs gård

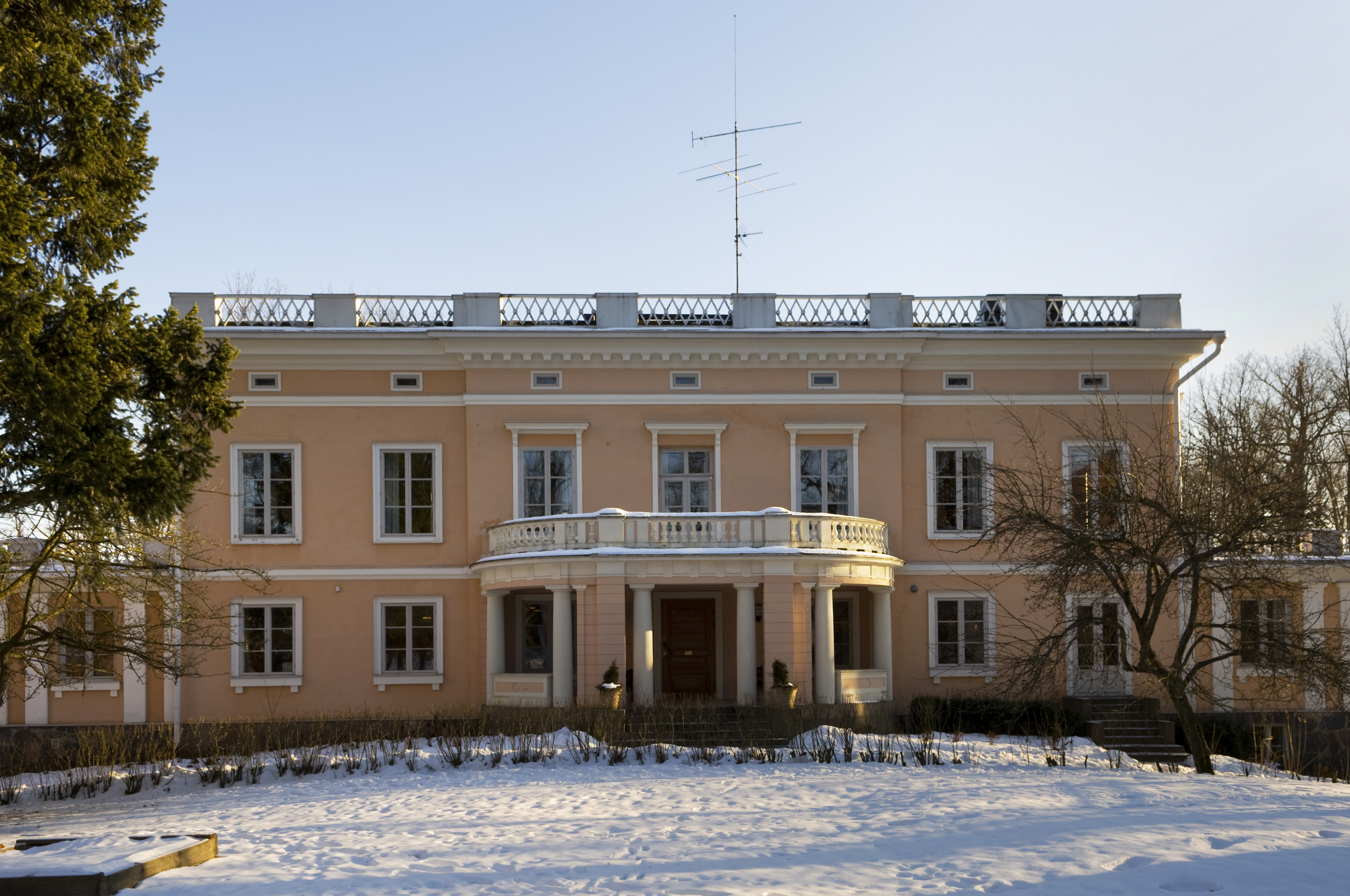
Munksnäs gård.

Den 27 mars 1629 gav Gustav II Adolf stora jordområden väster om Helsingfors (Munksnäs, Tali, Drumsö och Hindersnäs (Mejlans)) åt ryttmästaren Gert Skytte. Han var av baltisk adel och försvenskade sitt namn, von Schütz, till Skytte då han blev svensk adelsman. Vad Skytte åstadkom på Munksnäs är okänt. Helsingfors stad ville inkorporera Munksnäs år 1650, men Skyttes änka Kristina Freijtag ångrade sig och Helsingfors fick endast Lillhoplax, Tali, Drumsö och Hindersnäs. Hindersnäs återförenades med Munksnäs marker år 1686, tills Helsingfors stad köpte området år 1871.
Karl XI indrog alla grevskap och friherrskap och andra förläningar, som blev kronans egendom. Munksnäs indrogs till kronan år 1683 och kronan behöll ägandet till mitten av 1700-talet. Munksnäs gård blev ett säterirusthåll, vars ägare arrenderade gården av staten. Under Stora ofreden 1712–1722 var Munksnäs gård öde.
Släkten Mattheiszen, av nederländskt ursprung, tog över Munksnäs gård år 1744 och de fick köpa den år 1759. Från denna tid härstammar de första uppgifterna om karaktärshuset som står på samma plats som i dag. Det bestod av 6 rum, varav två benämndes salar. Till gården hörde också tegelbruk, såg och mjölkvarn. Tegelbruket fanns på Tegelbacken i Munksnäs och kvarnen nära Strömbergs fabriker vid Rutiån i Sockenbacka. År 1815 byggdes mittpartiet av den nuvarande karaktärsbyggnaden av sten i empirestil. Under denna tidsperiod hade gården en dräng och fem till sju pigor, men det mesta arbetet utfördes av torpare och backstugusittare.

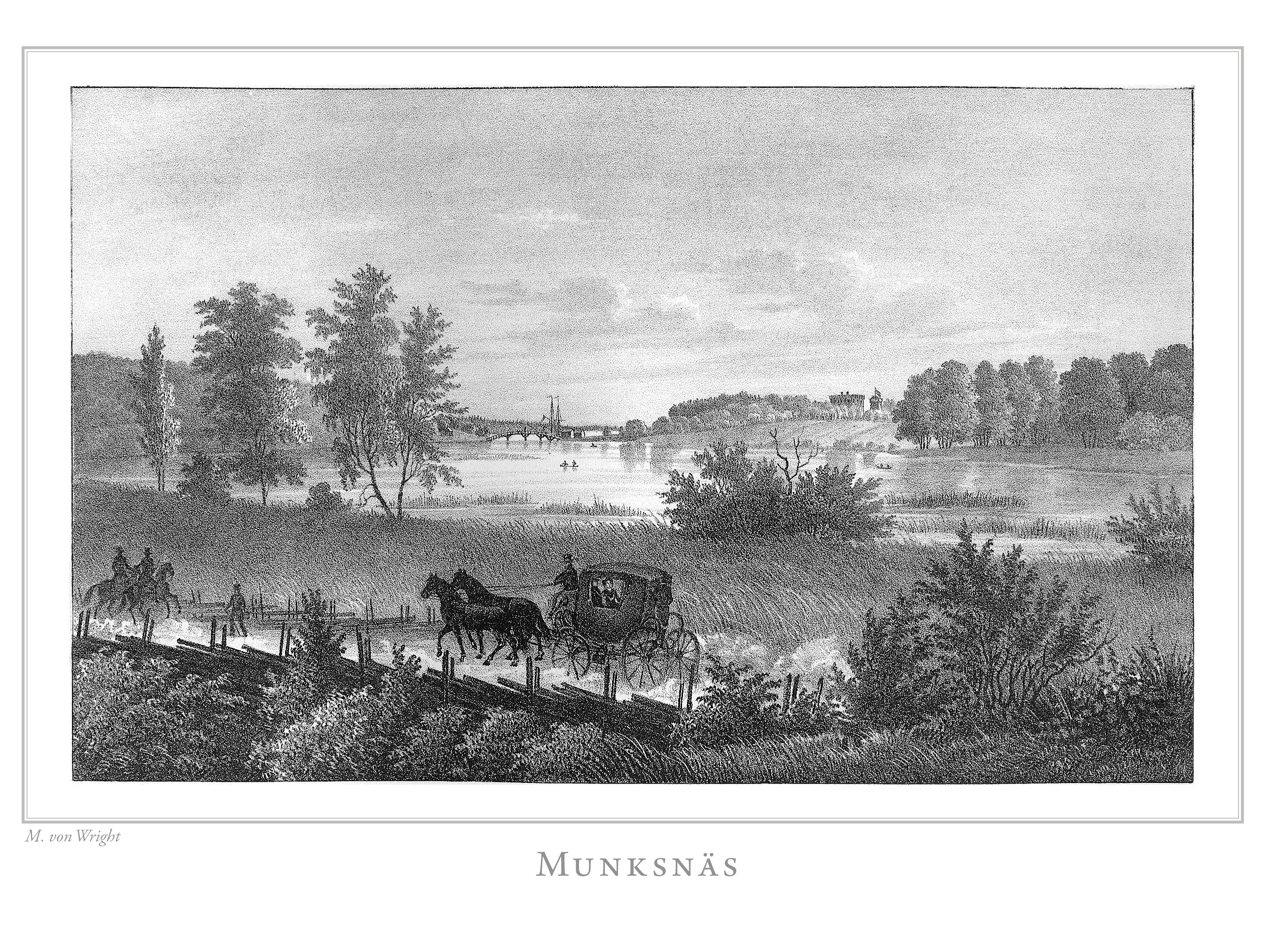
Litografi av Munksnäs i Finland framstäldt i teckningar utgiven 1845–1852.

År 1837 köpte släkten Ramsay Munksnäs gård. Gårdens glansdagar var under baronerna Ramsays tid då den besöktes av prominenta gäster och många fester firades. Generalmajor Anders Edvard Ramsay var en högt uppsatt militär i den tsarryska armén och blev upphöjd till friherre år 1856. Han anlitade arkitekten Carl Ludvig Engel för att bygga om karaktärshuset för att efterlikna Haga slott i Stockholm. Huset försågs med två flyglar och en takbalustrad och arbetena var färdiga år 1839. På 1830-talet anlades en engelsk park kring karaktärshuset och ekonomibyggnaderna flyttades bort från havssidan. Bron över till Mejlans byggdes på 1840-talet.

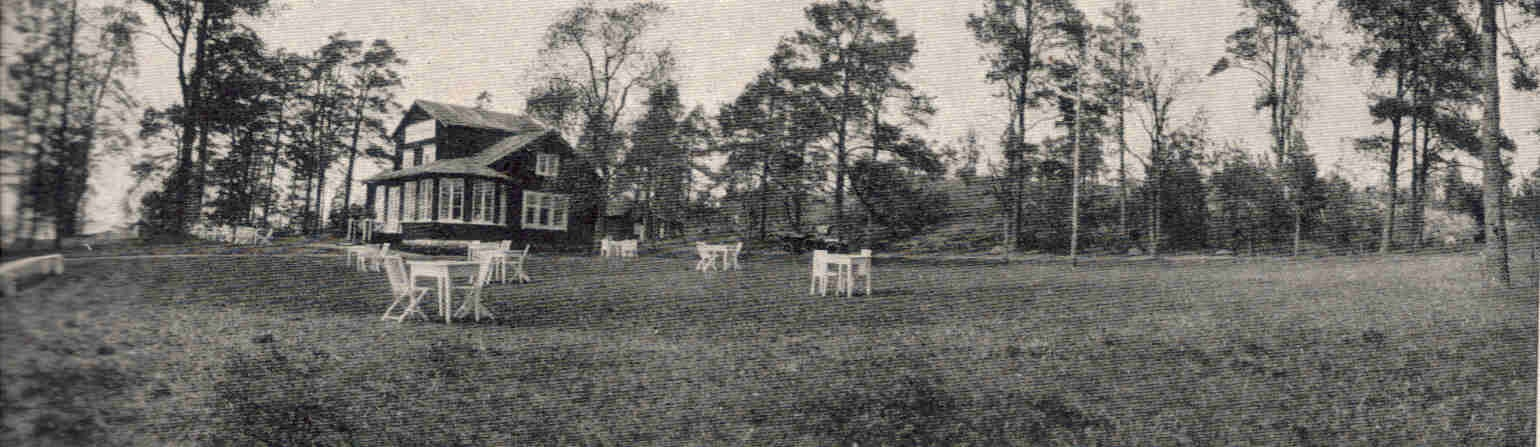
Fiskartorpsparken år 1915.

Trots den stora efterfrågan på tomter för sommarhus utanför Helsingfors under andra hälften av 1800-talet, sålde släkten Ramsay inte strandtomter. Enda undantaget var Granö som de sålde år 1873. George Ramsays enda son Edvard Ramsay var sjuklig och kunde inte sköta gården. Därför sålde han Munksnäs gårds marker, 517 hektar, till Aktiebolaget M.G. Stenius för 1 500 000 mark år 1910. Släkten Ramsay behöll parken på 9,5 hektar och karaktärshuset och kallade lägenheten för Villa Munksnäs. Hemmanen Skyttas och Rosas på 100 hektar i Kånala ingick inte heller i affären utan behölls av släkten. Till sist sålde George Ramsays arvingar hela gården bitvis. Vid tiden för M.G. Stenius markköp kritiserades Helsingfors stad för att inte ha köpt upp området. Staden försvarade sig med att den inte var medveten om försäljningen, medan stadsfullmäktiges ordförande Alfred Norrmén fick veta om planerna i förväg men tyckte priset var alltför högt. Bolaget skred snabbt till verket för att exploatera den nyköpta marken och gav planeringsuppdraget åt Eliel Saarinen år 1912.

### Eliel Saarinens Munksnäs-Hagaplan

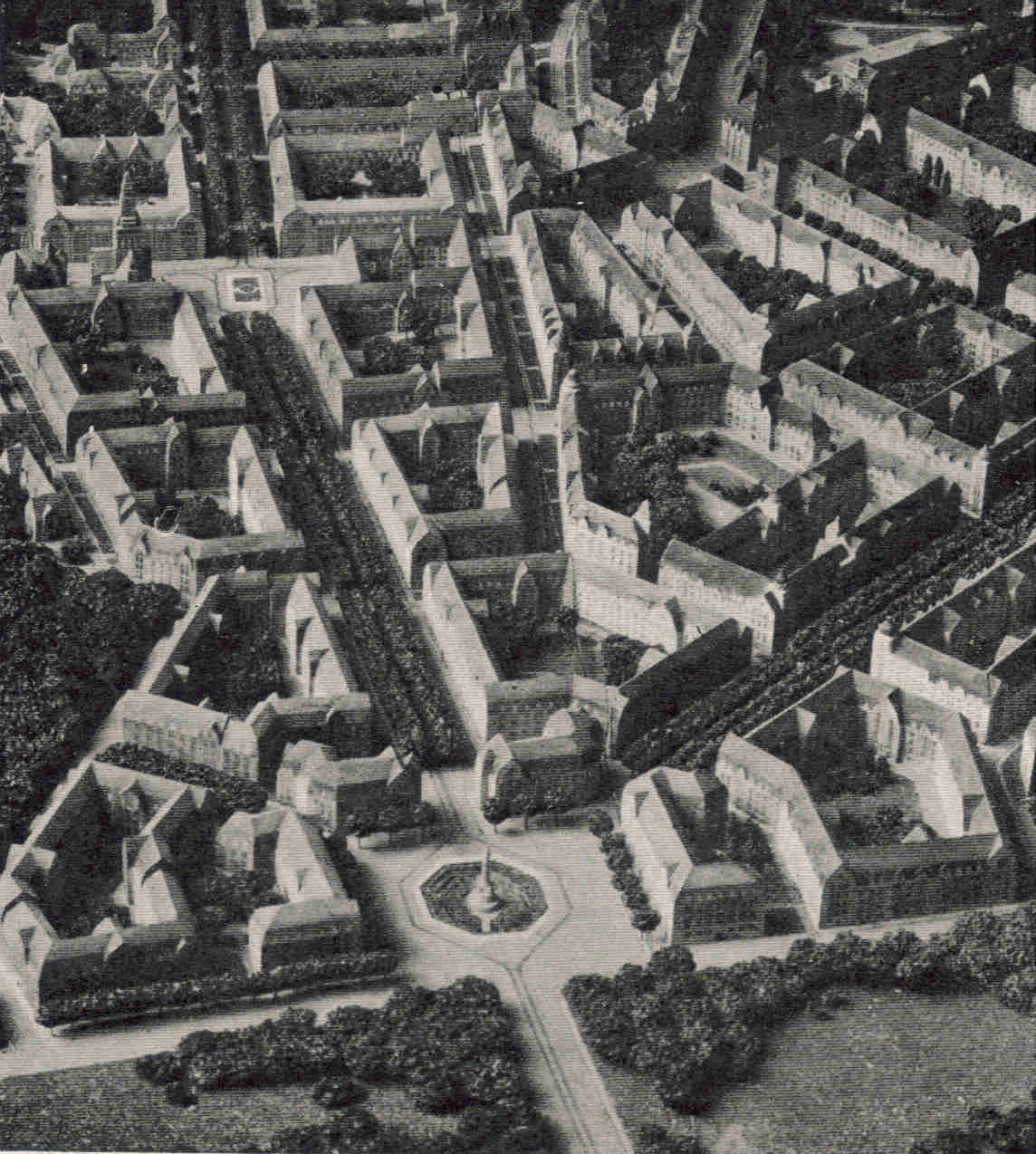
Eliel Saarinens plan för Stora allén, numera Munksnäs allé. Fotografi av modellen.

Eliel Saarinens storslagna planer förevisades för allmänheten på hösten 1915 i formen av en bok och en utställning med modeller och ritningar. Planen omfattade 860 hektar i Munksnäs och Haga som skulle förvandlas från landsbygd till stad. Enligt Saarinens prognoser kunde Munksnäs ha 83 500 invånare år 1945 enligt alternativ I eller 25 000 enligt alternativ III. Saarinen planerade Munksnäs sociala fördelning enligt 25 % välsituerade, 30 % medelklass och 45 % arbetare. Villa- och radhustomter för de välsituerade reserverades vid Bredviken, medan medelklassen skulle bo i glesare bebyggda områden norr om Hoplax järnvägsstation. Arbetarna skulle bo vid industrierna i Sockenbacka. Den stora mittdelen av planområdet bestod av hyreshus utan klassindelning. Saarinen förutspådde att biltrafiken skulle öka och de bredaste gatorna planerades 45 meter breda med separata körbanor för biltrafik och lokal trafik. Huvudgatorna planerades som breda, raka boulevarder, medan bostadsgatorna var smalare och kurvigare och slutade ofta vid en skvär. Tre stora parker planerades: Fiskartorpsparken i söder, Långängsparken i väster och Hagaparken i norr. Höghuskvarteren skulle byggas slutna, men innergårdarna skulle vara stora och man fick inte bygga flygelbyggnader på innergårdarna. Saarinen var också den första som introducerade radhuset i Finland. Endast två byggnader ritade av Saarinen själv förverkligades i Munksnäs: Munksnäs pensionat (Kadettskolan) och radhuset vid Holländarvägen, båda byggda år 1920.

### Samhället grundas
Bolaget M.G. Stenius började utveckla samhället med att ordna kommunikationerna, annars skulle ingen flytta dit. År 1912 förkastade bolagsstämman för Spårvägs- & Omnibus Aktiebolaget i Helsingfors M.G. Stenius förslag att bygga en spårväg. Debatten var livad eftersom flera av styrelsemedlemmarna i spårvägsbolaget också satt i Stenius styrelse. År 1913 köptes spårvägsbolaget av Helsingfors stad och M.G. Stenius kom relativt lätt överens med staden om byggandet av spårvägen. I december 1914 inleddes trafiken på de två grenar som byggts av ASEA, en till Munksnäs och en till Haga. Turerna var två till tre per timme. Med 217 invånare i Munksnäs var trafiken inte så livlig, men under sommaren, då sommargäster och söndagsfirare tog sig till Mejlans och Fölisön, rådde det tidvis trängsel i vagnarna. Munksnäs och Haga spårvägslinjer såldes till staden år 1926.

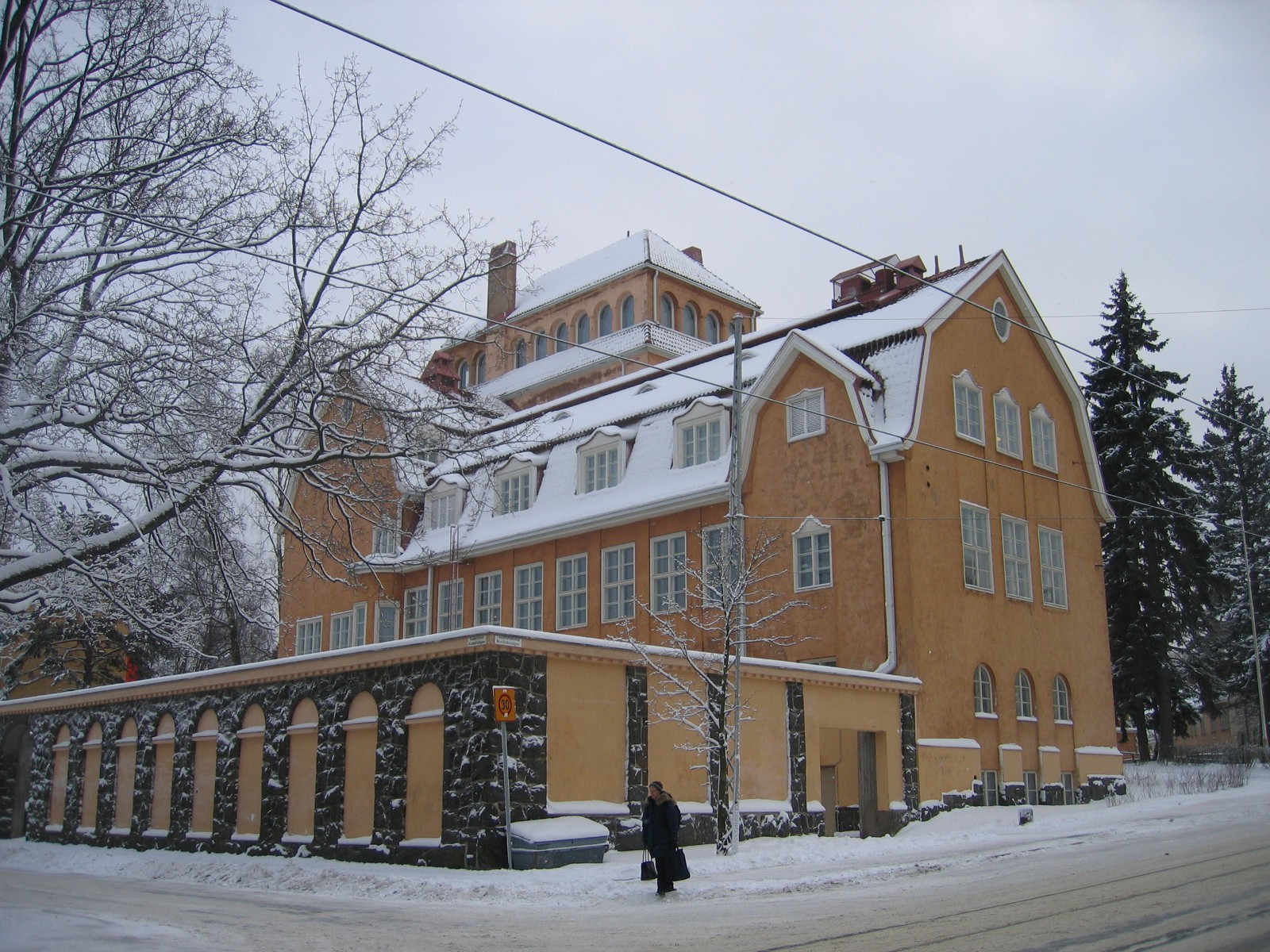
Munksnäs pensionat, senare Kadettskolan.

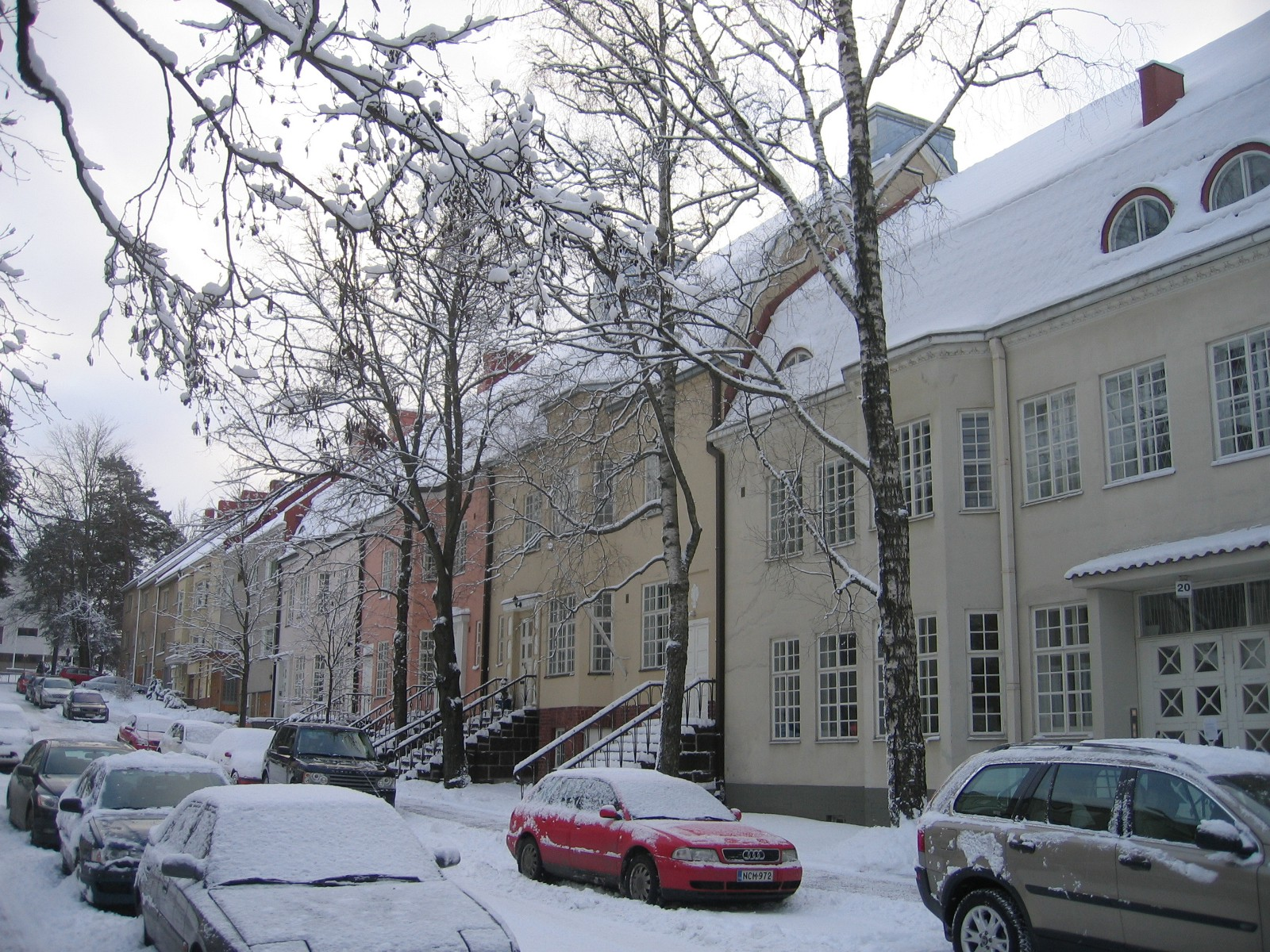
Holländarvägen med Eliel Saarinens radhus.

Flera förortssamhällen i Helsinge kommun hade uppstått under början av 1900-talet, till exempel Åggelby och Baggböle. För denna typ av bosättning hade begreppet samhälle med sammanträngd befolkning skapats för ordnandet av administrationen, vilket kan jämföras med Sveriges municipalsamhällen. Ovanligt nog tog Finlands senat initiativet till att grunda samhället Munksnäs, inte markägaren eller kommunen. Helsinge kommun ville i stället grunda samhället Haga-Munksnäs, men senaten fastställde Munksnäs samhälle med sammanträngd befolkning i oktober 1915, vilket omfattade området för Munksnäs säteri förutom Granö.
Munksnäs första stadsplan som omfattade stadsdelarna 1 och 2 uppgjordes av Eliel Saarinen år 1917. Det första stora bygget var byggandet av AB Munksnäs Pensionat år 1918, som skulle locka välbärgade till Munksnäs, vilka sedan kunde fatta tycke för orten och flytta dit. Det ekonomiska läget efter första världskriget och inbördeskriget var inte det rätta för en lyxanläggning och pensionatet gjorde konkurs efter några år. Staten köpte byggnaden och grundade där en kadettskola. Inte heller Finlands första radhus som byggdes vid Borgvägen (numera Holländarvägen) lyckades särskilt bra. Grannarna kom inte bra överens, bland annat grälade de om den gemensamma värmecentralen och fördelningen av de gemensamma kostnaderna. Inga flera radhus byggdes och på radhustomterna byggdes mindre hyreshus. Den övriga byggnadsverksamheten gick också långsamt; Det var brist på pengar under 1920-talet och svårt att få krediter. Flera tomter köptes, men främst i spekulativt syfte.

### En del av Hoplax kommun
Haga samhälle hade ansökt om att få grunda en egen församling år 1914, eftersom det var en förutsättning för att kunna bilda en kommun. Hoplaks församling grundades år 1917 till vilken Drumsö, Munksnäs, Lillhoplax och Haga hörde. Enligt den nya kommunallagen från år 1917 skulle en folkomröstning hållas då en kommundel utbryts. Av Helsinges invånare röstade 59 % ja till att avskilja Hoplax från moderkommunen i en folkomröstning som hölls i januari 1919. På den blivande kommunens område röstade endast 35 personer nej (8 %). Denna folkomröstning var den enda som gjordes i Finland, eftersom lagen ändrades redan 1919. Hoplax kommun grundades således år 1920, men Haga bröt sig ut och bildade en köping redan år 1923. Då hade Munksnäs 401 invånare och hela den resterande kommunen 1 371 invånare.
I slutet av 1920-talet började den första byggboomen i Munksnäs. År 1926 byggdes det första hyreshuset och restaurang Golf Casino, som brann 1941. Aktiebolaget M.G. Stenius sålde 31 tomter år 1928, vilket inte överträffades förrän år 1937. Under 1920-talet var de flesta nya hus små villor och flera rivningsdömda trähus från Helsingfors flyttades till Munksnäs, vilket knappast motsvarade Saarinens ursprungliga planer. Det var bolaget som skötte det mesta i samhället, och samhället och bolaget var i praktiken samma sak då båda instanser hade samma personer som sina anställda; bland annat var bolagets bokförare samtidigt kommunens kamrer. De första åtta åren sammanträdde kommunfullmäktige endast sex gånger. Kommunen skötte endast om hälsovård, skola och fattigvård eftersom samhällena Drumsö och Munksnäs skötte själva en stor del av de andra kommunala plikterna och M.G. Stenius bekostade mycket infrastruktur. År 1897 hade den högre svenska folkskolan grundats i Munksnäs medan den lägre fick en ny byggnad i södra Munksnäs år 1923. År 1927 och 1932 grundades en lägre respektive högre finsk folkskola, då antalet inflyttade finskspråkiga familjer var betydande.
På 1930-talet måste byggnadsbestämmelserna i Munksnäs göras om, eftersom den nya lagen inte längre tillät slutna kvarter på andra ställen än i stadskommuner. Detta ledde till problem då flera tomter redan var sålda. Effekterna av denna lag syns vid Munksnäs allé, där de annars slutna kvarteren är öppna mot söder. Det var under denna tid 1936–1938 som Munksnäs expanderade kraftigt. 5 000 nya bostadsrum byggdes, främst kring allén och vid Bredviken och 150 miljoner mark i byggnadslån beviljades i samhället. Efter klagomål om byggandet och oklarheter gällande byggnadsbestämmelserna försatte länsstyrelsen Munksnäs i byggnadsförbud i oktober 1938 och förbudet förlängdes i flera repriser fram till efter andra världskriget. En bidragande orsak till förbudet var "vattenkrisen" år 1938.

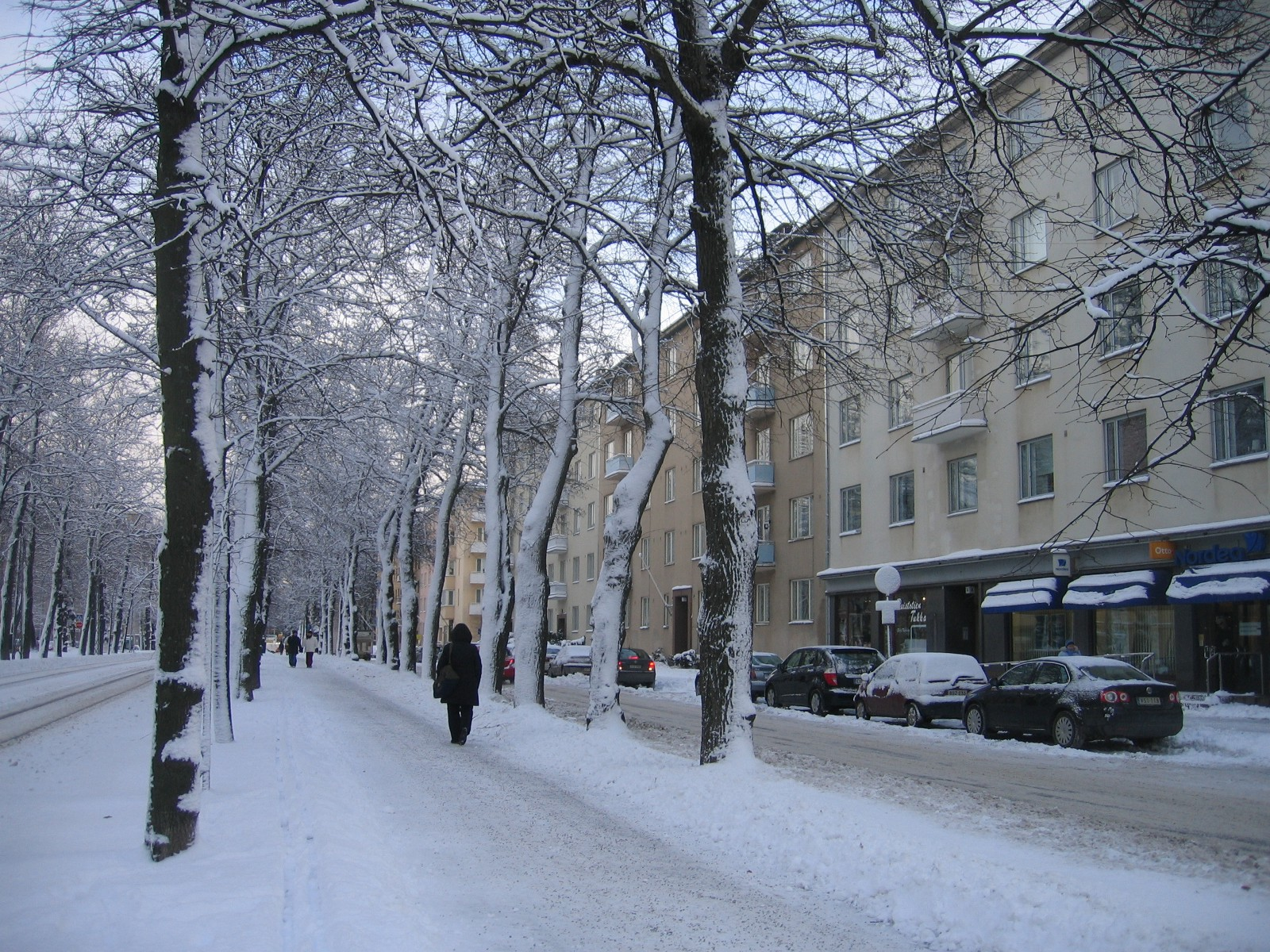
Munksnäs allé med funkishus från 1930-talet.

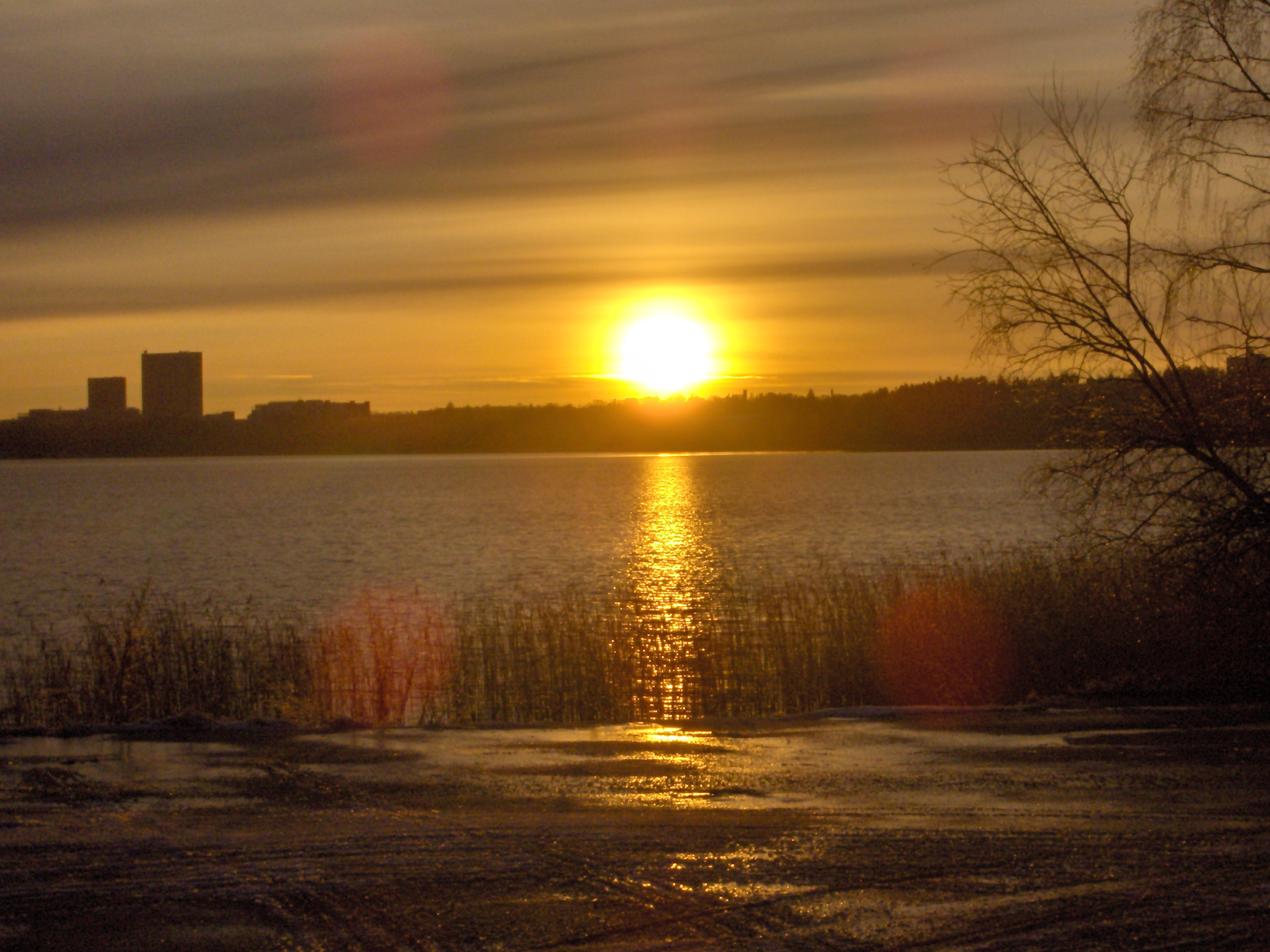
Solnedgång över Bredviken, med utsikt mot kontoren i Kägeludden.

I maj 1938 uppstod det vattenbrist i Munksnäs. Vattenkonsumtionen hade legat på cirka 90 liter per invånare per dygn under hela 1930-talet och vattenreserverna beräknades räcka till för nya invånare. År 1937 hade dock 1 500 nya rum byggts och byggnadstakten fortsatte i rask takt. Under två eldsvådor i maj hade så mycket vatten använts att reservförråden sinade. Då vattenpumparna kopplades tillbaka fyllde de nervösa munksnäsborna vatten i badkar och hinkar, vilket ledde till att vattnet igen tog slut. Konsumtionen låg plötsligt på 150 liter per person och dygn och reserverna hann inte fyllas på. Bolaget M.G. Stenius ansökte om att få dra en vattenledning från Helsingfors och köpa stadens vatten. Staden sålde redan vatten åt andra kommuner, bland annat Åggelby. Helsingfors stad, som samtidigt förhandlade om att köpa hela bolaget med dess marker, vägrade gå med på att sälja vatten, eftersom den hade en bra förhandlingsposition. En torr sommar och misslyckade försök att hitta ersättande grundvatten gjorde att byggnadsförbud utfärdades i oktober 1938. Hyresgästerna hyresstrejkade och förde en klappjakt mot M.G. Stenius och kommunen. Konsumtionen hade på hösten nått 250 liter per invånare och bolaget beskyllde invånarna för slöseri och till och med sabotage. I november kapitulerade M.G. Stenius ägare och sålde sina aktier till Helsingfors stad som i och med köpet fick stora markområden i Munksnäs, Haga, Alberga och Bredvik. Redan två veckor efter köpet inledde Helsingfors stad byggandet av en vattenledning till Munksnäs, vars invånare fick stadens vatten för första gången i januari 1939.
| År       | 1915 | 1920 | 1925 | 1930  | 1935  | 1940  | 1945  |
| Invånare | 217  | 304  | 373  | 1 042 | 1 469 | 5 645 | 7 251 |

### Inkorporeringen med Helsingfors
Helsingfors stad hade länge varit intresserad av att inkorporera flera små samhällen i stadens närhet. Redan 1918 föreslog Helsinge kommun att Helsingfors stad skulle inkorporera förstäderna i Helsinge, eftersom kommunens jordbrukare inte ville bekosta de allt högre utgifterna de nya förortsborna orsakade. Under 1920-talet gjordes flera förslag till inkorporeringar, men de ledde ingen vart. Hoplax kommun ville bli av med Fredriksberg som ägdes av Helsingfors stad, men inkorporeringen godkändes inte. År 1926 anhöll kommunen om att få bli delad i två delar, Munksnäs och Drumsö, men inte heller det blev av. År 1936 lade inrikesministeriets utredningsman Yrjö Harvia fram sitt sju år långa betänkande på 1 000 sidor och föreslog att Helsingfors areal skulle utökas från 2 925 till 21 116 hektar, vilket innefattade de flesta förorter. Hoplax kommun motsatte sig starkt en inkorporering med Helsingfors, men på grund av andra världskriget sköts beslutet upp, vilket sågs som en seger av en del motståndare. År 1944, två veckor efter undertecknandet av vapenstilleståndet, beslöt statsrådet att kommunerna Hoplax, Haga, Åggelby och Brändö samt stora delar av Helsinge skulle inkorporeras med Helsingfors från och med 1 januari 1946.

### Munknäs från 1950-talet framåt
Läroverket Munknäs svenska samskola vid Solnavägen 18–20 i Munksnäs fick sitt namn 1952 efter att ha åren innan stegvis flyttat från att ha varit Svenska samskolan i Helsingfors i Ulrikasborg.

## Betydande byggnader

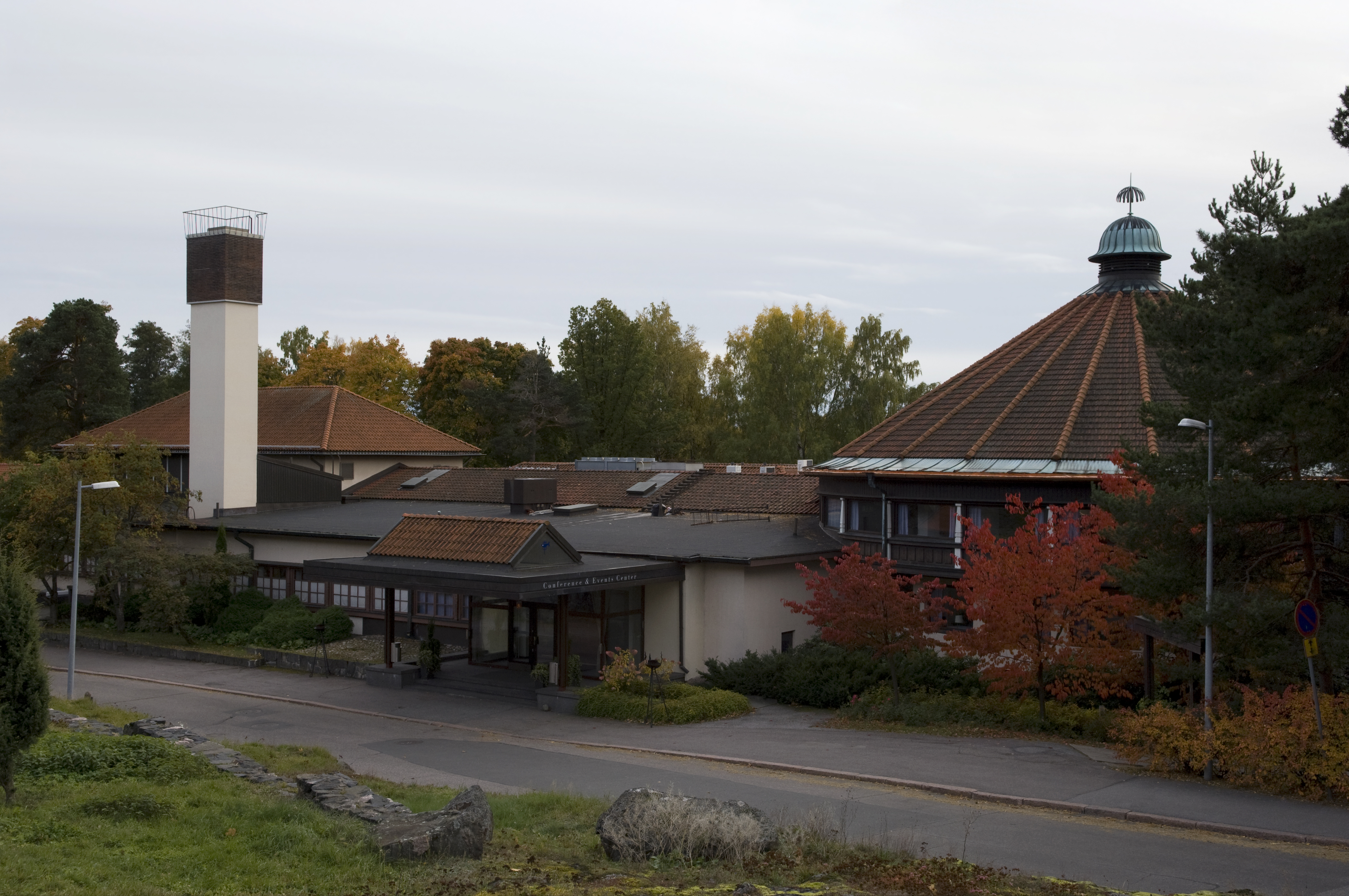
Fiskartorpet.

- Villa Aalto, Alvar Aaltos hem, Rievägen 20.
- Munksnäs pensionat, Kadettvägen 1, arkitekt Eliel Saarinen, 1920. Åren 1923–1940 fungerade byggnaden som kadettskola, numera är byggnaden i statens utvecklingscentrals (HAUS) bruk.
- Finlands första radhus, Holländarvägen 12–20, arkitekt Eliel Saarinen, 1919–1920.
- Hotell Fiskartorpet, Fiskartorpsvägen 1 och 2–4. Den nyare delen från 1975 har planerats av Einari Teräsvirta. Den gamla kongressdelen byggdes 1937 och 1939, arkitekt Jarl Eklund. Det ursprungliga torpet revs 1936.
- Statens gästhus, Fiskartorpsvägen 3, arkitekt Einari Teräsvirta
- Munksnäs gård, Herrgårdsvägen 1, Den nuvarande huvudbyggnaden är från 1815 och utvidgades 1839. En engelsk park omger herrgården. Byggnaden ägs av Kone Abp.
- En nygotisk sädessilo från 1840-talet. Bebos av sångaren Ville Valo.